# Andrographis alata
Andrographis alata är en akantusväxtart som först beskrevs av Vahl, och fick sitt nu gällande namn av Christian Gottfried Daniel Nees von Esenbeck. Andrographis alata ingår i släktet Andrographis och familjen akantusväxter. Inga underarter finns listade i Catalogue of Life.